# Musab Kheder
Musab Kheder Kamal Djebril Mohamed (arabisch مصعب خضر كمال جبريل; * 26. September 1993 in Khartum, Sudan) ist ein katarisch-sudanesischer Fußballspieler. Er ist auf dem Spielfeld in der Abwehr beheimatet und führt diese Rolle dort als Rechter Verteidiger aus.

## Karriere

### Verein
Er startete seine Jugend bei al-Sadd und spielte dann später auch in deren Reserve-Mannschaft. Zur Spielzeit 2013/14 wechselte er in deren erste Mannschaft. Für diese kam er in der Qatar Stars League am 15. Spieltag bei einem 0:0 gegen den al-Ahli SC zu seinem ersten bekannten Einsatz. Wo er auch gleich über 90 Minuten auf dem Platz stand. In seiner Debüt-Saison sammelte er in Ligaspielen danach noch sechs weitere Einsätze. Zur Folgesaison kam er auch schon wesentlich öfter zum Einsatz.
Ende Januar 2017 wurde er bis zum Ende der laufenden Saison noch einmal an den al-Rayyan SC verliehen, wo er dem Team als Stammspieler aushalf. Nach seiner Rückkehr spielte er wieder eine Zeit lang bei al-Sadd und wurde im Januar 2019 noch ein weiteres Mal verliehen. Diesmal zu al-Arabi, wo er nun bis zum Ende der Saison 2019/20 Teil der Mannschaft war. Mit al-Sadd wurde er bis heute gemeinsam drei Mal Meister sowie zwei Mal Sieger beim Emir of Qatar Cup. Dazu kommen noch ein paar Gewinne weiterer Wettbewerbe.

### Nationalmannschaft
Seinen ersten Einsatz im Dress der katarischen A-Nationalmannschaft, hatte er am 9. März 2017 bei einer 1:2-Freundschaftsspielniederlage gegen Aserbaidschan, wo er zur 68. Minute für Rodrigo Tabata eingewechselt wurde. Nach einem weiteren Freundschaftsspiel wurde er  auch in ein paar Partien der Qualifikation für die Weltmeisterschaft 2022 eingesetzt, wo seine Mannschaft als Gastgeber ohne Wertung teilnahm. Zudem kam er auch bei einer Partie des Golfpokal 2019 zum Einsatz.
Im Sommer 2021 war er beim Kader des Teams beim CONCACAF Gold Cup 2021 dabei, wo er in der Gruppenpartie gegen Panama eingesetzt wurde. Zum Ende des Jahres kam er beim FIFA-Arabien-Pokal 2021, in jeder Partie der Gruppenphase sowie dem Spiel um Platz drei zum Einsatz. Seitdem bestritt er mit der Mannschaft mehrere Vorbereitungspartien zur Weltmeisterschaft 2022.